# Viktor Georgijevič Kulikov
Viktor Georgijevič Kulikov (rusky Ви́ктор Гео́ргиевич Кулико́в, 5. července 1921 Orelská oblast – 28. května 2013 Moskva) byl sovětský vojenský činitel, maršál Sovětského svazu (1977) a účastník Velké vlastenecké války. V letech 1967–69 byl velitelem vojsk Kyjevského vojenského okruhu, následně v letech 1969–71 působil jako hlavní velitel skupiny sovětských vojsk v Německu a v letech 1971–76 jako náčelník generálního štábu ozbrojených sil Sovětského svazu. Od roku 1976 se stal hlavním velitelem Spojených ozbrojených sil států Varšavské smlouvy. Kromě toho byl od roku 1968 až do roku 1989 poslanec Nejvyššího sovětu Sovětského svazu, od roku 1971 byl také členem ÚV KSSS.
Zemřel 28. května 2013 v Moskvě. Je pohřben na Novoděvičím hřbitově